# Nasiru Mohammed
Nasiru Mohammed (Kumasi, 6 juni 1994) is een Ghanees voetballer die doorgaans speelt als rechtsbuiten. In februari 2024 verruilde hij FC Trollhättan voor Ekenäs IF.

## Clubcarrière
Mohammed speelde in de jeugd van Rainbow FC en brak ook door bij die club. In de zomer van 2012 maakte hij op huurbasis de overstap naar BK Häcken. Zijn debuut voor de Zweedse club maakte Mohammed op 26 augustus 2012, drie dagen na zijn komst, in een thuiswedstrijd tegen IF Elfsborg. Hier viel hij na vijfenzestig minuten in voor verdediger Björn Anklev bij een stand van 1–2. Zes minuten na zijn invalbeurt schoot de Ghanees de gelijkmaker achter doelman Kevin Stuhr Ellegaard en vijf minuten later zette hij Häcken zelfs op voorsprong. Uiteindelijk werd het 4–2 door een treffer van Majeed Waris. In zijn eerste halve seizoen bij de club wist Mohammed in totaal viermaal te scoren in elf competitieduels.
Hierop nam BK Häcken de vleugelaanvaller definitief over en hij tekende een contract voor vier seizoenen. Eind 2016 werd deze verbintenis opengebroken en met vier jaar verlengd tot eind 2020. Eerder dat jaar had de Ghanees al met BK Häcken de Svenska Cupen gewonnen. In de zomer van 2019 maakte Mohammed, na meer dan tweehonderd officiële wedstrijden voor Häcken, voor circa een kwart miljoen euro de overstap naar Levski Sofia, waar hij zijn handtekening zette onder een verbintenis voor de duur van drie seizoenen. Na een terugkeer bij BK Häcken en een vertrek daar in januari 2022 tekende Mohammed in augustus van dat jaar voor Norrby IF. In maart 2023 stapte hij over naar FC Trollhättan. Een klein jaar later nam Ekenäs IF hem over.

## Clubstatistieken
| Seizoen | Club           | Competitie    | Competitie | Competitie | Beker | Beker | Internationaal | Internationaal | Totaal | Totaal |
| Seizoen | Club           | Competitie    | Wed.       | Dlp.       | Wed.  | Dlp.  | Wed.           | Dlp.           | Wed.   | Dlp.   |
| ------- | -------------- | ------------- | ---------- | ---------- | ----- | ----- | -------------- | -------------- | ------ | ------ |
| 2012    | BK Häcken      | Allsvenskan   | 11         | 4          | 0     | 0     | —              | —              | 11     | 4      |
| 2013    | BK Häcken      | Allsvenskan   | 20         | 2          | 4     | 1     | 3              | 1              | 27     | 4      |
| 2014    | BK Häcken      | Allsvenskan   | 24         | 8          | 4     | 0     | —              | —              | 28     | 8      |
| 2015    | BK Häcken      | Allsvenskan   | 30         | 4          | 6     | 1     | —              | —              | 36     | 5      |
| 2016    | BK Häcken      | Allsvenskan   | 26         | 3          | 5     | 1     | 2              | 0              | 33     | 4      |
| 2017    | BK Häcken      | Allsvenskan   | 25         | 8          | 6     | 1     | —              | —              | 31     | 9      |
| 2018    | BK Häcken      | Allsvenskan   | 17         | 4          | 4     | 0     | 4              | 1              | 25     | 5      |
| 2019    | BK Häcken      | Allsvenskan   | 12         | 1          | 5     | 1     | 0              | 0              | 17     | 2      |
| 2019/20 | Levski Sofia   | Parva Liga    | 11         | 1          | 2     | 1     | 1              | 0              | 14     | 2      |
| 2020/21 | Levski Sofia   | Parva Liga    | 18         | 1          | 3     | 0     | —              | —              | 11     | 4      |
| 2021    | BK Häcken      | Allsvenskan   | 2          | 0          | 0     | 0     | 1              | 0              | 3      | 0      |
| 2022    | Norrby IF      | Superettan    | 8          | 0          | 1     | 0     | —              | —              | 9      | 0      |
| 2023    | FC Trollhättan | Ettan         | 4          | 1          | 0     | 0     | —              | —              | 4      | 1      |
| 2024    | Ekenäs IF      | Veikkausliiga | 23         | 1          | 8     | 1     | —              | —              | 31     | 2      |
| Totaal  | Totaal         | Totaal        | 231        | 38         | 48    | 9     | 11             | 2              | 285    | 48     |

Bijgewerkt op 26 december 2024.

## Erelijst
| Svenska Cupen | 1 | 2015/16 |